# Municipio de Nashwauk
El municipio de Nashwauk (en inglés: Nashwauk Township) es un municipio ubicado en el condado de Itasca en el estado estadounidense de Minnesota. En el año 2010 tenía una población de 1681 habitantes y una densidad poblacional de 9,49 personas por km².

## Geografía
El municipio de Nashwauk se encuentra ubicado en las coordenadas 47°25′4″N 93°12′10″O / 47.41778, -93.20278. Según la Oficina del Censo de los Estados Unidos, el municipio tiene una superficie total de 177.18 km², de la cual 170,58 km² corresponden a tierra firme y (3,73 %) 6,61 km² es agua.

## Demografía
Según el censo de 2010, había 1681 personas residiendo en el municipio de Nashwauk. La densidad de población era de 9,49 hab./km². De los 1681 habitantes, el municipio de Nashwauk estaba compuesto por el 96,43 % blancos, el 1,01 % eran amerindios, el 0,06 % eran asiáticos, el 0,12 % eran de otras razas y el 2,38 % eran de una mezcla de razas. Del total de la población el 0,95 % eran hispanos o latinos de cualquier raza.